# Nina Dobrev
Nina Dobrev (születési neve Nikolina Konsztantinova Dobreva, cirill betűkkel Нина Константинова Добрева; Szófia, 1989. január 9. – ) bolgár származású kanadai színésznő. 
Szerepelt a Degrassi gimi című sorozatban a hatodik évadtól a kilencedik évadig, ahol Mia Jonest játszotta. Igazán híressé a Vámpírnaplók című tévésorozattal vált, ebben Elena Gilbert, Katherine Pierce, Tatia Petrova és Amara Petrova szerepét játszva robbant be a köztudatba.

## Gyermekkora
Dobrev a bulgáriai Szófiában született. 2 éves korában Kanadába költöztek, ahol az Ontario tartománybeli Torontóban nevelkedett. Folyékonyan beszél franciául, angolul és bolgárul. Édesanyja művész, míg édesapja számítógép-tudománnyal foglalkozik. Van egy bátyja, Aleksander, aki mérnöknek tanul. Már nagyon fiatalon kimutatta lelkesedését és tehetségét a művészetek – a tánc, a torna, a színészet, a festészet és a zene – iránt.
Dobrev a J. B. Tyrrell Sr. Iskolába, majd a Wexford Művészeti Iskolába járt a végzős évéig az Ontario tartományi Scarborough-ban. A torontói Ryerson Egyetemen szociológiát tanult. 2008-ban otthagyta az egyetemet, hogy a színészi pályát folytassa.

## Pályafutása

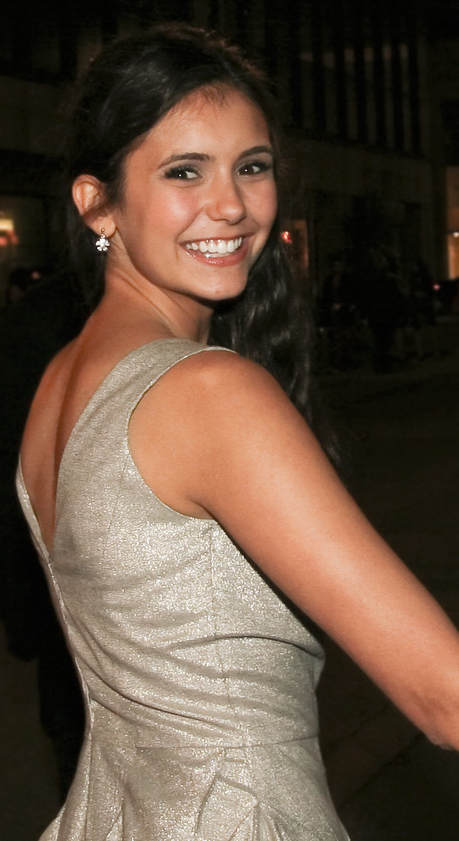
A 2008-as Torontói Nemzetközi Filmfesztiválon

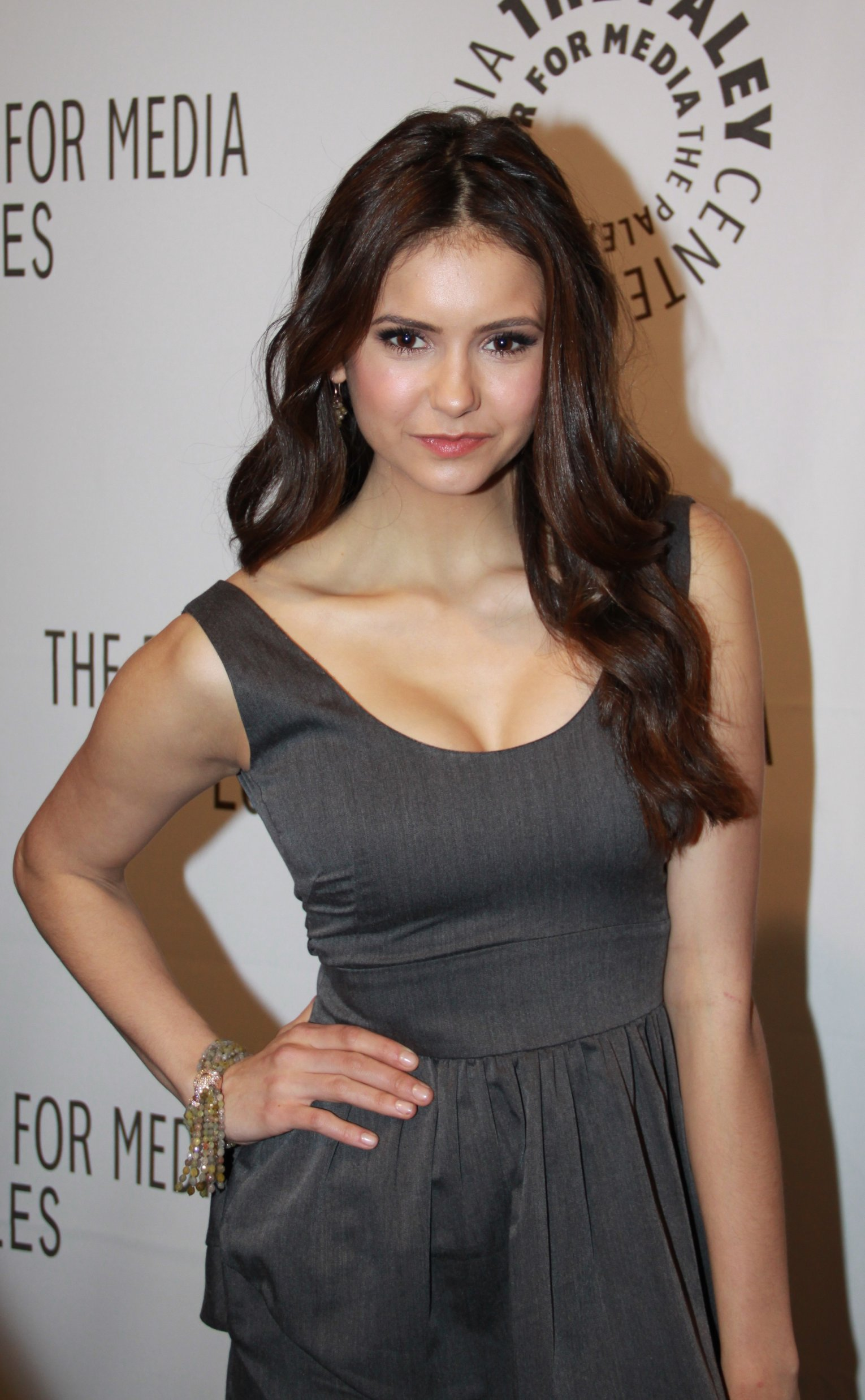
A színésznő 2010-ben

Dobrev eleinte modellkedéssel próbálkozott. Az így kapott reklámszerepei miatt felfigyeltek rá, és ezután kapott néhány kisebb filmszerepet. Első jelentősebb szerepét A Degrassi gimi (Degrassi: The Next Generation) című tévésorozatban kapta, melyben 2006 és 2009 között Mia Jones, egy szingli tinédzser anya szerepét játszotta. 2007-ben több filmben is szerepelt: A költő (The Poet), a Korai neked még a konty! (Too Young to Marry) és az Ártatlanul vádolva (My Daughter's Secret) című filmekben a főszerepet játszotta; a Fugitive Pieces című drámában pedig egy kisebb szerepet kapott. 2008-ban két tévéfilmben is főszereplő volt: a Ne kiálts vérfarkast! című horrorban a 16 éves Loren Hansettet alakította; majd a The American Mall című musical filmben Ally karakterét formálta meg. 2009-ben újra Mia Jones szerepét játszotta a Degrassi Goes Hollywood című tévéfilmben, majd még ugyanebben az évben egy kisebb szerepet játszott a Chloe - A kísértés iskolája című erotikus thrillerben. Szintén 2009-ben ő adta Kupidó, a rénszarvas hangját a MadagaszKarácsony (Merry Madagascar) című rövidfilmben.
Dobrev 2009-től a Vámpírnaplók (The Vampire Diaries) című tévésorozatban két karaktert is megformál: a főszereplőt, Elena Gilbertet és Katherine Pierce-t, akinek Elena a hasonmása. A sorozat középpontjában az Elena és a két vámpír, Stefan és Damon Salvatore között kialakuló szerelmi háromszög áll. Dobrev a drámában nyújtott alakításáért két Teen Choice-díjat is kapott 2010-ben, mint a legjobb új női szereplő, és mint a legjobb női szereplő fantasy/sci-fi tévésorozatban.

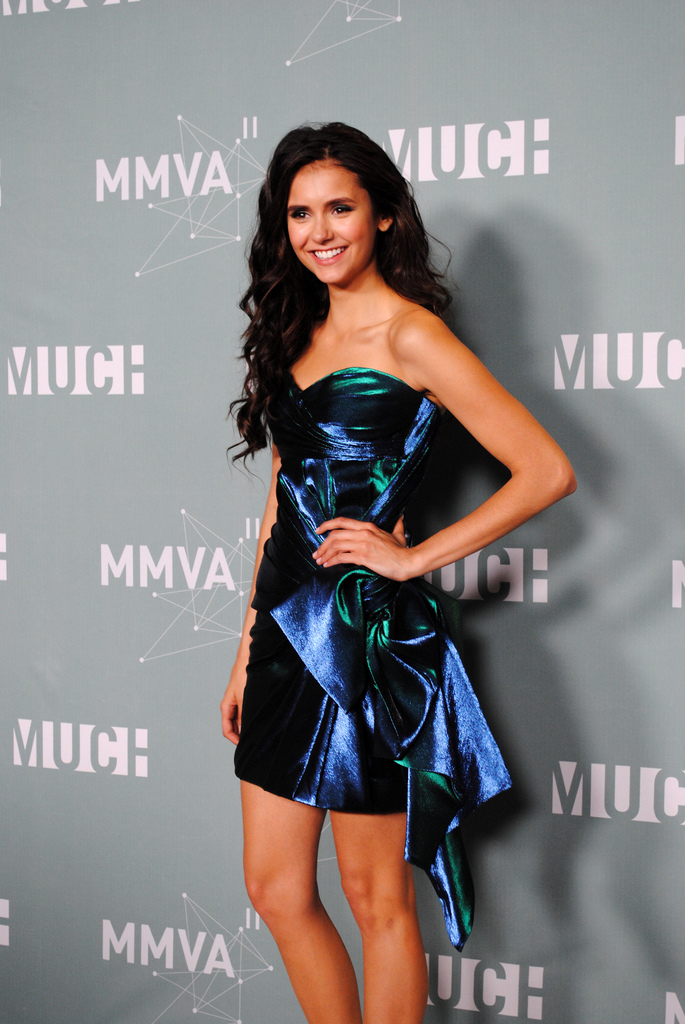
Nina Dobrev 2011-ben

2011-ben Mariaként játszott A szobatárs (The Roommate) című thrillerben, melyben a Vámpírnaplók másik sztárja, Kat Graham is szerepelt. A szintén 2011-es Arena című filmben Samuel L. Jackson és Kellan Lutz oldalán játszott főszerepet. 2012-ben az Egy különc srác feljegyzései című filmben is szerepelt, melyben Logan Lerman és Emma Watson játszotta a főszerepet. A film Stephen Chbosky ugyanazon című könyvén alapult.

## Magánélete
Dobrev kanadai és bolgár kettős állampolgár. Folyékonyan beszél angolul, bolgárul és franciául. A Vámpírnaplók forgatása alatt Atlantában élt, de miután 2015-ben otthagyta a sorozatot, Los Angelesbe költözött.

## Filmográfia

### Film
| Év   | Magyar cím                   | Eredeti cím                     | Szerep            | Magyar hang        |
| ---- | ---------------------------- | ------------------------------- | ----------------- | ------------------ |
| 2006 | Egyre távolabb               | Away from Her                   | Monica            |                    |
| 2007 | Mozdulj és lépj!             | How She Move                    | magas lány        |                    |
| 2007 | A költő                      | The Poet                        | Rachel            | Hámori Gabriella   |
| 2007 |                              | Fugitive Pieces                 | Bella             |                    |
| 2009 | Chloe – A kísértés iskolája  | Chloe                           | Anna              | Berkes Boglárka    |
| 2011 | A szobatárs                  | The Roommate                    | Maria             |                    |
| 2011 | Aréna                        | Arena                           | Lori Lord         | Molnár Ilona       |
| 2012 | Egy különc srác feljegyzései | The Perks of Being a Wallflower | Candace           | Sánta Annamária    |
| 2014 | Kamuzsaruk                   | Let's Be Cops                   | Josie             | Bogdányi Titanilla |
| 2015 | Szöktetés a pokolból         | The Final Girls                 | Vicki Summers     | Berkes Boglárka    |
| 2017 | xXx: Újra akcióban           | xXx: Return of Xander Cage      | Becky Clearidge   | Nemes Takách Kata  |
| 2017 | Egyenesen át                 | Flatliners                      | Marlo             | Sallai Nóra        |
| 2017 | Kihasználva                  | Crash Pad                       | Hannah            | Bogdányi Titanilla |
| 2018 | Kutya egy nyár               | Dog Days                        | Elizabeth         | Sallai Nóra        |
| 2018 | Indulás                      | Then Came You                   | Izzy              | Németh Borbála     |
| 2019 |                              | Lucky Day                       | Chloe             |                    |
| 2019 | A város élén                 | Run This Town                   | Ashley Pollock    |                    |
| 2021 | A szerelem illata            | Love Hard                       | Natalie Bauer     | Bogdányi Titanilla |
| 2022 | Megváltó szerelem            | Redeeming Love                  | Mae               | Csuha Borbála      |
| 2023 | Szélhámos rokonok            | The Out-Laws                    | Parker McDermott  | Mentes Júlia       |
| 2023 |                              | Sick Girl                       | Wren Pepper       |                    |
| 2024 | A kőműves                    | The Bricklayer                  | Kate              | Bogdányi Titanilla |
| 2024 |                              | Reunion                         | ismeretlen szerep |                    |

Egyéb filmek
- 2006: Repo! The Genetic Opera (rövidfilm) – tinédzser drogfüggő
- 2008: Mookie's Law (rövidfilm) – Rosabella
- 2021: Fin (dokumentumfilm) – vezető filmproducer
- 2021 The One (rövidfilm) – filmrendező, társ-forgatókönyvíró és filmproducer

### Televízió
| Év        | Magyar cím                      | Eredeti cím                   | Szerep                                           | Megjegyzések                                              |
| --------- | ------------------------------- | ----------------------------- | ------------------------------------------------ | --------------------------------------------------------- |
| 2006      | Babaház                         | Playing House                 | Frannie fiatalon                                 | tévéfilm                                                  |
| 2006–2009 | A Degrassi gimi                 | Degrassi: The Next Generation | Mia Jones                                        | - visszatérő- és főszereplő - 57 epizód                   |
| 2007      | Korai neked még a konty!        | Too Young to Marry            | Jessica Carpenter                                | tévéfilm                                                  |
| 2007      | Ártatlanul vádolva              | My Daughter's Secret          | Justine                                          | - tévéfilm - magyar hangja: - Bogdányi Titanilla          |
| 2008      | Ne kiálts vérfarkast!           | Never Cry Werewolf            | Loren Hansett                                    | - tévéfilm - magyar hangja: - Bogdányi Titanilla          |
| 2008      |                                 | The American Mall             | Ally                                             | tévéfilm                                                  |
| 2008      | Border – A határsáv             | The Border                    | Maia                                             | 2 epizód                                                  |
| 2009      | Az utolsó órában                | Eleventh Hour                 | Grace Dahl                                       | 1 epizód                                                  |
| 2009      |                                 | Degrassi Goes Hollywood       | Mia Jones                                        | tévéfilm                                                  |
| 2009      | MadagaszKarácsony               | Merry Madagascar              | Kupidó (hangja)                                  | - karácsonyi különkiadás - magyar hangja: - F. Nagy Erika |
| 2009–2017 | Vámpírnaplók                    | The Vampire Diaries           | Elena Gilbert / Katherine Pierce / Amara Petrova | - főszereplő - magyar hangja:[forrás?] - Németh Borbála   |
| 2011      | Family Guy                      | Family Guy                    | Lois középiskolai zaklatója (hangja)             | 1 epizód                                                  |
| 2011      |                                 | The Super Hero Squad Show     | Ellen Brandt (hangja)                            | 1 epizód                                                  |
| 2014      | The Originals – A sötétség kora | The Originals                 | Tatia                                            | 1 epizód                                                  |
| 2014      | Robotcsirke                     | Robot Chicken                 | Cortana / Abby / Jenny Curran (hangja)           | 1 epizód                                                  |
| 2016      | Playback párbaj                 | Lip Sync Battle               | önmaga                                           | 1 epizód (Tim Tebow vs. Nina Dobrev)                      |
| 2017      | A munka hősei                   | Workaholics                   | Courtnee                                         | 1 epizód                                                  |
| 2019      |                                 | Fam                           | Clem                                             | főszereplő                                                |

## Díjak és jelölések
Vámpírnaplók
- Teen Choice-díj: Legjobb női szereplő (fantasy/sci-fi tévésorozat)
- Teen Choice-díj: Legjobb új női szereplő (2010)